# Heinrich von Hagen
Pour les articles homonymes, voir Hagen.
Ernst Heinrich Hagen, depuis 1871 von Hagen (né le 19 mai 1831 à Königsberg et mort le 18 novembre 1905 à Schönheide) est un lieutenant général prussien.

## Biographie

### Origine
Il est le fils du conseiller privé et professeur d' histoire de l'art et d'esthétique Ernst August Hagen (1779-1880) et de sa femme Molly, née Oestreich (1876-1915). Son grand-père est le célèbre pharmacien de la cour et polymathe de Königsberg Karl Gottfried Hagen (de), qui est pendant un certain temps précepteur des fils de la reine Louise et ami proche et confident d'Emmanuel Kant. Les ancêtres d'Ernst Heinrich von Hagen sont entrés dans l'histoire de l'Université de Königsberg en tant que famille d'érudits. Son frère Johann Maria (appelé Hans) Hagen (1829-1910) a également une carrière militaire, atteint le grade de lieutenant-colonel et est actif en tant que directeur de l'école de guerre de Cassel. Les deux frères Ernst Heinrich et Hans restent en contact étroit tout au long de leur vie grâce à leurs fils Curt et Reinhold.

### Carrière militaire
Hagen étudie au lycée de la vieille ville de sa ville natale et est engagé le 22 mars 1849 comme mousquetaire dans le 1er régiment d'infanterie de l'armée prussienne à Dantzig. À la mi-décembre 1851, il est promu sous-lieutenant et, à partir d'octobre 1855, il est adjudant au bataillon de fusiliers. Avec sa promotion au grade de Premierleutnant, Hagen est transféré au 4e régiment de grenadiers et, à la mi-avril 1860, commandé pour six mois au 1er régiment de dragons de la Garde. Tout en restant dans ce commandement, il fut transféré le 1er juillet 1860 au 41e régiment d'infanterie (de).
Lors de la réorganisation de l'armée, Hagen est placé le 1er octobre 1860 à la suite du 1er régiment de dragons (de) et incorporé dans cette unité en mai 1862. À la mi-mai 1866, il est promu Rittmeister et chef d'escadron. À ce titre, Hagen participe aux batailles de Trautenau et de Sadowa et à la bataille de Tobitschau la même année lors de la guerre contre l'Autriche. Pour son travail, en particulier près de Trautenau, où il écrase deux escadrons ennemis avec son escadron, Hagen reçoit le 20 septembre 1866 l'ordre Pour le Mérite.
À l'occasion de la guerre contre la France, Hagen est nommé adjudant personnel du prince Albert de Prusse pour la durée de la mobilisation et est promu major le 28 octobre 1870. Il participe aux batailles de Wissembourg, Frœschwiller-Wœrth, Sedan et Orléans, et aux combats de Steinburg, Marsal, Raucourt, Frénois et Daunoise. Décoré de la croix de fer de 2e classe, Hagen est , après l'accord de paix, maintenu comme aide de camp personnel du prince Albert à la suite du 1er régiment de dragons et, le 16 juin 1871, l'empereur Guillaume Ier l'anoblit de manière héréditaire pour ses mérites. Après la mort du prince, il est transféré le 22 octobre 1872 avec son uniforme de régiment parmi les officiers de l'armée.
Le 22 septembre 1874, Hagen est nommé officier d'état-major régulier du 6e régiment de dragons à Schmiedeberg. Sous un poste à la suite, il est chargé de commander le 2 janvier 1876 le 5e régiment de dragons à Hofgeismar et est nommé commandant du régiment le 11 janvier 1876. À ce poste, il est promu lieutenant-colonel en mars 1876 et colonel en septembre 1880. Il est ensuite affecté au commandement de Neuf-Brisach de juin 1882 à mi-mars 1884. Ensuite, Hagen est muté à Brandebourg-sur-la-Havel en tant que commandant de la 6e brigade de cavalerie et est promu major général le 18 novembre 1886. Le 8 mars 1887, il est mis à la retraite avec sa pension légale pour cause de maladie et reçut l'ordre de l'Aigle rouge de 2e classe avec feuilles de chêne.
Après ses adieux, Hagen reçoit  en janvier 1896 l'ordre de la Couronne de 2e classe avec étoile et la croix du commandeur de 1re classe de l'ordre d'Henri le Lion. En reconnaissance de ses longues années de service, l'empereur Guillaume II confère à Hagen, le 18 mars 1899, le caractère de lieutenant-général.

### Famille
Hagen est marié le 29 juin 1857 à Schippenbeil avec Ella Gerlach (1836–1915). Elle est la fille du conseiller commercial August Eduard Gerlach. Le mariage donne naissance à quatre enfants:
- Klara (1858–1943) mariée avec Anton Niendorf, pasteur
- Heinrich Curt (1859–1897), gouverneur de la Nouvelle-Guinée allemande marié avec Helene Winkler (née en 1861)
- Magdalena (1862–1924) mariée avec Paul von Wühlisch, seigneur de Lieskau
- Heinrich (1868–1917) marié avec Maud Bruxner (1869–1940)

En 1887, Hagen achète le manoir de Schönheide près de Spremberg, où il vit avec sa famille jusqu'à la fin de sa vie. La sépulture familiale classée, qui existe encore aujourd'hui, rappelle l'ancien général de cavalerie. Cette famille von Hagen n'est pas membre de l'association de la famille Hagen existant en Allemagne.

## Pierre commémorative à Schönheide
La "pierre commémorative du sauveur du prince", comme on appelle ici familièrement ce bloc erratique d'environ 2,20 mètres de haut, qui est maintenant érigé devant l'ancien manoir au centre de Schönheide, est déplacée là-bas en 2011 et était auparavant située en lisière de forêt au sud-est de Schönheide.

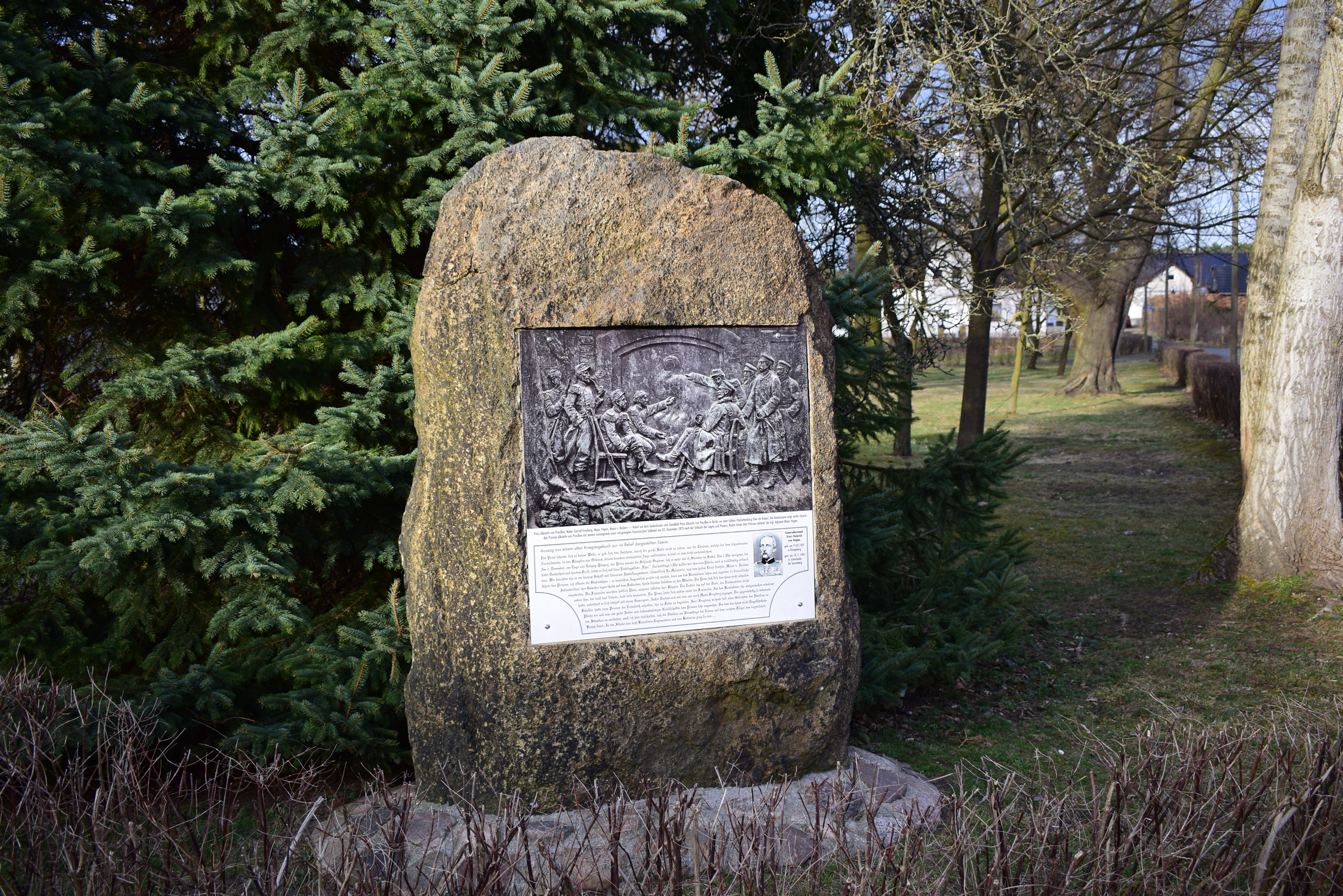
"Pierre commémorative du sauveur du prince" à Schönheide

La scène représentée sur la pierre commémorative est une copie d'une plaque de bronze du monument du prince Albert de Prusse devant le château de Charlottenbourg et doit illustrer une situation de guerre du 2 décembre 1870. La rencontre entre l'état-major d'accompagnement du prince Albert de Prusse avec un groupe épars de soldats français dans une salle de cheminée a lieu après la bataille de Loigny dans la guerre franco-prussienne (1870-1871). Les aides de camp personnels du prince reconnaissent immédiatement la situation menaçante. Comme le prince Albert maîtrise parfaitement la langue française, il peut entraîner les soldats français dans une conversation détendue. Après une courte pause pour se réchauffer, les aides de camp Hagen et Reclam permettent ensuite une retraite sécurisée de la ferme. Le danger d'une éventuelle capture par les Français est ainsi écarté.
Le peintre de bataille Conrad Freyberg appartenait également à l'état-major des adjudants du prince dans la situation de la cheminée ; dans ses notes, il décrit la scène moins héroïquement qu'elle ne est racontée plus tard.
"C'est aussi ce jour-là que le prince, complètement glacé, est le soir descendu de cheval et accueilli par l'adjudant Major v. Hagen est conduit dans une petite maison. La division a déjà défilé. Seul le major von Reclam et moi sommes présents, mais la salle est également remplie de gardes mobiles et d'autres soldats français, y compris des blessés et des morts. Les gens levent leurs casquettes et avec un "Mon général" ils commencent à raconter leurs actes héroïques au prince, qui s'assit près du feu ardent, gesticulant violemment. Comme il y a des tirs constants à proximité, même avec des grenades, et que le danger évident de la situation nous avertit de nous mettre en route, nous remontons à cheval ; des villages en feu illuminent l'obscurité".
En reconnaissance de ses réalisations militaires pendant la guerre de 1870-1871, la pierre commémorative avec la célèbre scène de cheminée est probablement érigée pour Heinrich von Hagen par les habitants de Schönheide vers 1910. Après 1945, cependant, la pierre commémorative de Schönheide subit un sort regrettable.
À la fin de la Seconde Guerre mondiale, la ville de Schönheide est prise par l'avancée des unités russes et polonaises en avril 1945. Cependant, la pierre commémorative n'est pas endommagée, peut-être en raison de l'emplacement quelque peu éloigné. Ce n'est que dans les années 1950 (env. 1955-1958), lorsque la reconstruction commence dans la RDA nouvellement fondée, que le relief en bronze est victime de la campagne de la FDJ « Martin a besoin de ferraille ». Le slogan fait référence au fait que les classes scolaires doivent collecter le plus de ferraille possible afin de pouvoir équiper un four Martin-Siemens, qui à son tour produit de l'acier précieux pour la reconstruction.
La pierre commémorative, maintenant dépouillée de son relief, est presque oubliée. Ce n'est qu'avec le changement politique en RDA que les habitants de Schönheide tentent de déplacer la pierre commémorative vers le centre-ville et de la compléter à nouveau. Cependant, pour des raisons de coût, il n'est pas possible de remplacer le relief en bronze perdu. Depuis, cet emplacement est orné d'une photocopie représentant le relief en bronze.
Contrairement au mémorial de Berlin-Charlottenburg, la « pierre commémorative du sauveur du Prince » de Schönheide n'est jamais un mémorial en soi. En raison de la perte du relief en bronze, il n'est pas classé comme monument par l'autorité des monuments de l'État de Brandebourg (de).